# Ranella olearium
Ranella olearium es una especie de molusco gasterópodo de la familia Ranellidae en el orden de los Littorinimorpha.

## Distribución geográfica
Esta especie está distribuida en el Mar Mediterráneo, el Océano Atlántico central y meridional (Cabo Verde, África Oriental), el Océano Índico (Mozambique, Sudáfrica), Nueva Zelanda, el Mar Caribe (costa de Colombia).